# بيت هال
بيت هال (بالإنجليزية: Pete Hall)‏ هو لاعب كرة قدم أمريكية أمريكي، ولد في 28 فبراير 1939 في شارون في الولايات المتحدة.

## وصلات خارجية
- بيت هال على موقع كلية كرة السلة في سبورتس رفرنس.كوم (الإنجليزية)
- بيت هال على موقع مرجع كرة القدم المحترفة.كوم (الإنجليزية)